# よしだたくろう ベスト・セレクション
『よしだたくろう ベスト・セレクション』は、よしだたくろう（吉田拓郎）のベスト・アルバム。1995年3月8日発売。発売元はSony Records。規格品番：SRCL-3136。

## 解説
廉価版シリーズ "CD選書" から発売された、再編ベスト・アルバムである。CD帯のコピーは70年代 ‐ 世紀末が取り戻せなかった魂の青春。
CBS・ソニー所属時に発表したスタジオ・アルバム『元気です。』、『伽草子』、『今はまだ人生を語らず』とライブ・アルバム『たくろうLIVE'73』からの選曲となっている。現在は「吉田拓郎」の表記で音楽活動をしているが、上記アルバムを発表した当時は歌手名義がひらがなであった。
収録曲のうち、オリコン総合シングルチャートで第1位を獲得した「旅の宿」はシングルとアルバムの2つのバージョンがあるが、本アルバムにはシングル・バージョンが収録されている。「シンシア」「竜飛崎」（同じシングルレコードのA面・B面）は、「よしだたくろう・かまやつひろし」名義である。

## 収録曲
1. 今日までそして明日から（3:02）
作詞・作曲・編曲：吉田拓郎
2. 結婚しようよ（2:48） 
作詞・作曲：吉田拓郎、編曲：加藤和彦
3. 旅の宿（2:51） 
作詞：岡本おさみ、作曲：吉田拓郎
4. おきざりにした悲しみは（3:58） 
作詞：岡本おさみ、作曲：吉田拓郎
5. 伽草子（2:48） 
作詞：白石ありす、作曲：吉田拓郎
6. 金曜日の朝（4:06） 
作詞：安井かずみ、作曲：吉田拓郎、編曲：柳田ヒロ
7. シンシア（4:18） - よしだたくろう・かまやつひろし
作詞・作曲：吉田拓郎
8. 竜飛崎（4:27） - よしだたくろう・かまやつひろし
作詞：岡本おさみ、作曲：吉田拓郎
9. 春だったね（3:10） 
作詞：田口叔子、作曲：よしだたくろう
10. 祭りのあと（4:18） 
作詞：岡本おさみ、作曲：吉田拓郎
11. 夏休み（3:02） 
作詞・作曲：吉田拓郎
12. 落陽（3:39） 
作詞：岡本おさみ、作曲：吉田拓郎
13. 人生を語らず（4:32） 
作詞・作曲：吉田拓郎
14. 襟裳岬（4:10）
作詞：岡本おさみ、作曲：吉田拓郎
1974年・第16回日本レコード大賞受賞曲（森進一）のセルフカバー

## 関連作品
- 元気です。 - M-3（アルバム・バージョン）・9・10・11
- 伽草子 - M-5
- たくろうLIVE'73 - M-12
- 今はまだ人生を語らず - M-7・13・14
- 吉田拓郎 THE BEST PENNY LANE - 1・2・3（アルバム・バージョン）・4・7・9・10・12〜14
- 春の桜と優雅に語らう17の知恵 - M-9
- 春歌 - M-14
- 夏歌2 - M-11
- 秋歌 - M-10
- 冬歌2 - M-2